# AO Trasiwulos Filis
AO Trasiwulos Filis (gr. Α.Ο. Θρασύβουλος Φυλής) – grecki klub piłkarski z siedzibą w Fili.

## Historia
Klub został założony w 1938 roku i przez wiele lat występował w ligach amatorskich i regionalnych. W 2002 roku dokonał pierwszego awansu na szczebel krajowy, uzyskując promocję do trzeciej ligi. W 2005 roku awansował do drugiej ligi, a w 2008 do pierwszej. Spędził w niej sezon 2008/2009, podczas którego w 30 spotkaniach, zanotował trzy zwycięstwa, pięć remisów i 22 porażki. Ten wynik przyniósł mu ostatnie, 16. miejsce w tabeli, co spowodowało jego spadek do drugiej ligi. W 2013 roku spadł z drugiej ligi, ale w sezonie 2013/2014 nie przystąpił do rozgrywek trzeciej ligi, lecz czwartej.

## Osiągnięcia
- Beta Ethniki
  - wicemistrzostwo (1): 2008

## Udział w rozgrywkach ligowych w latach 2002–2013
| Sezon po sezonie | Sezon po sezonie   | Sezon po sezonie | Sezon po sezonie |
| Sezon            | Liga               | Poziom           | Miejsce          |
| ---------------- | ------------------ | ---------------- | ---------------- |
| 2002/03          | Gamma Ethniki      | III              |                  |
| 2003/04          | Gamma Ethniki      | III              |                  |
| 2004/05          | Gamma Ethniki      | III              | awans            |
| 2005/06          | Beta Ethniki       | II               | 4.               |
| 2006/07          | Beta Ethniki       | II               | 8.               |
| 2007/08          | Beta Ethniki       | II               | 2. (awans)       |
| 2008/09          | Superleague Ellada | I                | 16. (spadek)     |
| 2009/10          | Football League    | II               | 13.              |
| 2010/11          | Football League    | II               | 14.              |
| 2011/12          | Football League    | II               | 12.              |
| 2012/13          | Football League    | II               | 20. (spadek)     |

## Reprezentanci kraju grający w klubie
- Michalis Siimitras
- Lukas Stilianu
- Mehmet Hetemaj
- Anastasios Bakasetas
- Makis Chawos
- Aleksandros Dzorwas
- Kostas Manolas
- Dimitris Mawrojenidis
- Jeorjos Walerianos
- Craig Rocastle
- Serge Honi
- Oumar Bagayoko
- Yoann Langlet
- Sally Sarr
- Sergiu Jăpălău
- Nikola Trajković
- Jozef Kožlej
- Khaled Al Zaher